# Paektusan
Paektu (koreansk: Paektusan/Baektusan, kinesisk: Chángbái Shān eller Changbaibjerget) er et vulkansk bjerg på grænsen mellem Kina og Nordkorea. Bjerget ligger i Kaemaplateauet, et bjergområde i det nordøstlige Nordkorea og Kina, i den nordkoreanske provins Ryanggang. Plateauet grænser i nord til floderne Yalu og Tumen og har en retning sydvest-nordøst. Vintertemperatuerne ligger gennemsnitligt under 20 °C. Gennemsnitshøjden ligger på ca. 1.000 moh, men Paektu rager højest med 2.744 moh.

## Vulkan
Bjerget er en stratovulkan, som havde sit sidste udbrud i 1903. Siden da er der blevet dannet en indsø på toppen, som dækker det meste af en Caldera, der måler fem km i bredden og 850 m i dybden. Indsøen kaldes i Nordkorea for Chonji (Himmelsøen), som løber mod nord Kina. Nær udløbet findes et vandfald med en højde på 70 m. Floderne Songhua, Tumen og Yalu har deres kilder på bjerget.
Calderaen blev dannet under et udbrud i 969 (± 20 år). Bjergets centrale del hæver sig med 3 mm hvert år på grund af stigende magma.
Paektu er kendt for at Nordkoreas tidligere statsoverhovede Kim Jong-il hævder at være født under en dobbelt regnbue på dette bjerg.

## Biosfærereservat
Et område på  1,320 km² blev i 1989 udpeget til biosfærereservat under UNESCOs Menneske og biosfære-programmet.